# 알마산

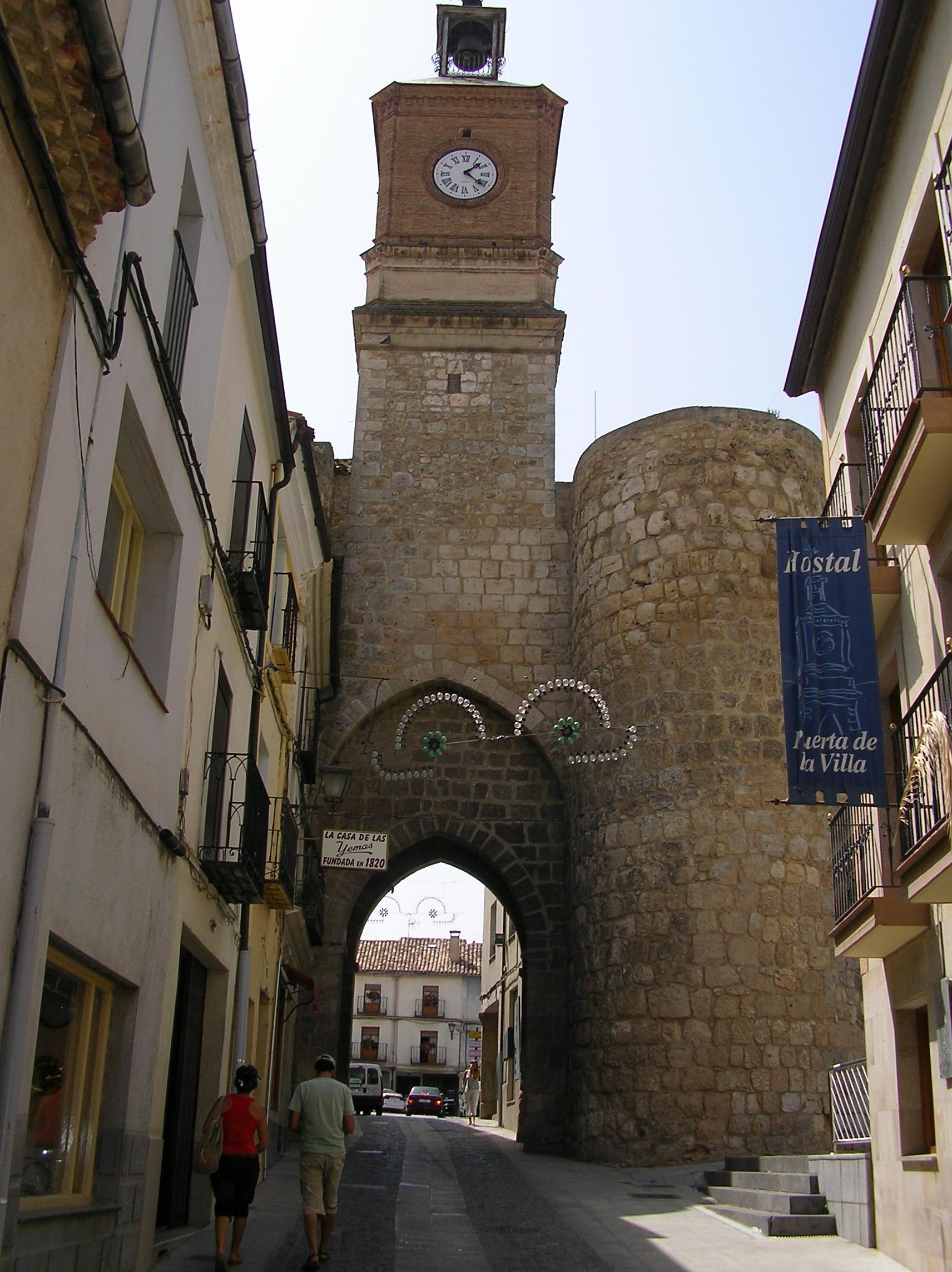
라로마나

알마산(스페인어: Almazán)은 스페인 카스티야이레온 지방 소리아 주에 위치한 도시로 면적은 166.53km2, 높이는 960m, 인구는 5,843명(2013년 기준), 인구 밀도는 35명/km2이다.